# Parepalpus similis
Parepalpus similis är en tvåvingeart som beskrevs av Townsend 1914. Parepalpus similis ingår i släktet Parepalpus och familjen parasitflugor.
Artens utbredningsområde är Peru. Inga underarter finns listade i Catalogue of Life.